# Bogidiella aprutina
Bogidiella aprutina is een vlokreeftensoort uit de familie van de Bogidiellidae. De wetenschappelijke naam van de soort is voor het eerst geldig gepubliceerd in 1980 door Pesce.